# Зураб Ртвеліашвілі
Зураб Ртвеліашвілі (16 жовтня 1967  — 20 квітня 2021) — грузинський поет і мультимедійний виконавець. Ртвеліашвілі народився в Караганді, Казахстан. Він знятий у документальному фільмі 2009 року «На вершині мого голосу».
У 2010 році Ртвеліашвілі отримав притулок у Стокгольмі, Швеція, від переслідувань у рідній Грузії.
Ртвеліашвілі помер у Тбілісі після боротьби з раком 20 квітня 2021 року.